# ラーニドロイズ・セッター
ラーニドロイズ・セッター（英：Lianidloes Setter）は、イギリスのウェールズ原産のセッター犬種である。

## 歴史
1800年代に誕生した犬種である。今で言うイングリッシュ・セッターの近縁種であるが、ラーニドロイズはより屈強で、セッター犬種の古い先祖であるスパニエル犬種にも近い存在であるとも言われている。
主にノウサギや野鳥を狩るのに使われた。丹念な嗅覚追跡を行うため猟に時間はかかるが、その分体力と集中力があり、狩りの成功率が高いのが長所である。獲物を発見するとセッティングを行って主人に知らせ、そこに投網するか猟銃を撃ってもらって獲物を獲得した。
1889年にウェールズで行われたドッグショーに独自の犬種として出展され注目を浴びたが、ウェールズ以外では人気を得ることが出来なかった。更に、より俊足で且つ狩猟の成功率の高いイングリッシュ・セッターが作出されると、それに取って代わられて立場を失い絶滅してしまった。

## 特徴
容姿はイングリッシュ・セッターに似るが、もっと筋肉質で頑丈な体つきをしている。屈強であらゆる場所でも猟をこなすことが出来た。耳は垂れ耳、尾はサーベル形の垂れ尾で、耳や尾、胸部や臀部などには飾り毛がある。コートは硬く厚い巻き毛で、ヒツジの毛のように縮れていて、雨風や雪、茨や獣の牙などから身を守った。毛色はチョークのようなホワイト（ミルクとレモンの中間の毛色）をベースとして、それにレモンの斑が少し入ったもの。大型犬サイズで性格は忠実で従順、自制心が強く粘り強い。集中力とスタミナにあふれ、同じ臭いを何時間も追跡し続けることが出来た。